# Meuzac

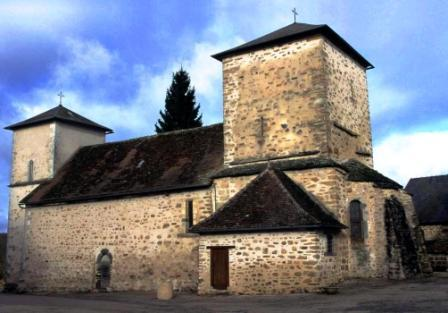
Kościół w Meuzac (2009)

Meuzac – miejscowość i gmina we Francji, w regionie Nowa Akwitania, w departamencie Haute-Vienne.
Według danych na rok 1990 gminę zamieszkiwały 753 osoby, a gęstość zaludnienia wynosiła 17 osób/km² (wśród 747 gmin Limousin Meuzac plasuje się na 174. miejscu pod względem liczby ludności, natomiast pod względem powierzchni na miejscu 55.).

## Populacja

Populacja Meuzac w latach 1962–2008